# Градище (Злетово)
Градище или Баучар или Баочар (на македонска литературна норма: Градиште) е антична и средновековна крепост над кратовското село Злетово, Северна Македония.

## Местоположение
Крепостта е на половин километър източно от Злетово, на левия бряг на река Злетовица. Представлява вулканичен куп със стръмни страни и заравнен връх, висок 150 m над реката, която на това място излиза от дълъг пролом. По Злетовица е вървял в миналото главният рударски път до сърцето на Осогово, до многобройните мини и минни съоръжения по поречието на реката. От върха на купа се вижда пътят на много километри на север и юг.

## История

### Античност
На върха на купа през Късната античност е изградена стена с хоросан, която е огражда пространство с размери 110 х 36 m (0,3 ha). В най-високата част на кастела с вътрешна стена е отделен малък акропол. В източния край се виждат няколко сгради.

### Средновековие
До стените на кастела се виждат останките от средновековна стена, без мазилка, която лежи върху по-старите останки от вътрешната им страна. В района на стария акропол са открити късносредновековна керамика, части от емайлирани чинии от късновизантийски тип и медни монети – скифати от XIII и XIV век. Може би и околностите на старото убежище също са използвани по време на криза, но това високо, безводно и трудно достъпно място е използвано само от време на време.
Злетово се споменава за първи път в грамотата на Василий II Българоубиец от 1019 година като енория на Мородвишка митрополия. На отсрещния бряг на Злетовица, на мястото на днешното Злетово, се е развило неукрепеното средновековно селище. С течение на времето то се разраства в централно миньорско селище на региона. Богати находища на оловно-сребърна руда се намират на няколко километра северозападно от Злетово (при Древено, Добрево, Лесново и други), а златните находища се намират при Гризилевци (местностите Златица — Плавица); оттам и името на селището Злетово.
Значението на Злетово нараства след сръбското звоевание на района в 1282 година. С развитието на рударството, занаятите и търговията с метали в Злетово се развива тържище. То е толкова богато, че от средата на XIV век плаща по 100 перпера годишно на злетовския епископ, тоест на Лесновския манастир. Високата крепост Баучар е служила на селището за защита или бягство в несигурни времена, но не прераства в държавна крепост или феодална крепост с постоянен гарнизон и масивни сгради.
Според Иван Микулчич името Баучар е от кумано-печенежки произход и вероятно е възникнало след заселването им в тези краища(под византийски контрол, през ΧΙ - ΧΙΙ век.